# Hirokazu Ninomiya
Hirokazu Ninomiya (Prefectura de Hyogo, Japó, 22 de novembre de 1917 - 7 de març de 2000), és un exfutbolista japonès.

## Selecció japonesa
Hirokazu Ninomiya va disputar 6 partits amb la selecció japonesa.